# Spinea
Spinea é uma comuna italiana da região do Vêneto, província de Veneza, com cerca de 24.512 habitantes. Estende-se por uma área de 15 km², tendo uma densidade populacional de 1634 hab/km². Faz fronteira com Martellago, Mira, Mirano, Venezia.

## Demografia
| Variação demográfica do município entre 1861 e 2011                               |
|                                                                                   |
| Fonte: Istituto Nazionale di Statistica (ISTAT) - Elaboração gráfica da Wikipedia |